# Ven vení
«Ven vení» es una canción del músico argentino Luis Alberto Spinetta, interpretada en estudio por la banda Spinetta y los Socios del Desierto y grabada en el álbum Los ojos de 1999, cuarto de la banda y 28º en el que tiene participación decisiva Spinetta. 
Spinetta y los Socios del Desierto fue un trío integrado por Marcelo Torres (bajo), Daniel Wirtz (batería) y Luis Alberto Spinetta (guitarra y voz). Como música invitada participa en la canción Grace Cosceri en coros.

## Contexto
1999 fue un año de transición. Dos días antes del lanzamiento del álbum Los ojos, había asumido la presidencia Fernando de la Rúa, luego de más de diez años de gobierno de Carlos Menem, encabezando la fórmula presidencial del Frepaso, un frente de centroizquierda progresista, que ganó por mayoría absoluta y despertó una fuerte esperanza en la sociedad argentina. Spinetta expresó lo que sintió durante esa década, los '90, la década menemista, utilizando la figura del "desierto".
Musicalmente, Spinetta decidió expresar esa década con un rock directo y brutal, sin trabajo de estudio, que interpretó mediante el power trío Spinetta y los Socios del Desierto, junto a Daniel Wirtz (batería) y Marcelo Torres (bajo), desarrollando un estilo definido como "aplanadora rítmica", "aserradero sinfónico", o "sauna de lava eléctrica" (subtítulo de San Cristóforo).
El cambio de época se reflejó notablemente en el álbum Los ojos. Ya no está el rock eléctrico y visceral en vivo, y en su lugar hay un trabajo de estudio, predominantemente acústico, en el que Los Socios están acompañados de otros músicos y cantantes invitados, en el que reaparecen el piano, las cuerdas y la guitarra acústica. Tanto el título, como la portada realizada en lenguaje braille, alude a un vínculo entre la ceguera y su superación.
El álbum también fue grabado y lanzado en un momento de transición en la vida personal de Spinetta. La expresión "los ojos" se refiere a los ojos de Carolina Peleritti, su pareja de ese momento, a quién está dedicado el disco, pero al momento de su lanzamiento, esa relación había terminado, causándole un gran dolor.
Al lanzar el álbum, Spinetta declaró que el disco aún debe ser "situado en el desierto", pero que incluye un hilo que va "fundando todo lo bueno que sucede", que es el erotismo, relacionado con los ojos.

## El álbum
El álbum fue definido como el «duelo discográfico» de la ruptura de la relación amorosa de Spinetta con Carolina Peleritti, que se había iniciado cinco años atrás, y a quién se lo dedicó con una frase escrita antes de que se estableciera definitivamente la ruptura: «Para mi amor Carolina». Y finaliza con una canción sobre hija más pequeña, «Vera», que cierra con dulzura la placa.
Los ojos fueron un tema central de la obra spinettiana, desde «Muchacha (ojos de papel)». El propio Spinetta reflexionó sobre la cuestión hablando de una evolución en su manera de establecer una relación amorosa, desde la opresión presente en el significado metafórico de una mujer con ojos de papel, hasta el lenguaje braille con que simula estar escrita la expresión "los ojos" en la portada del disco.

## El tema
Es el primer track del CD y corte de difusión del álbum.

"Ven vení": desde el primer compás se hace inevitable ligarla más con las canciones que Spinetta compuso a principios de la década que con sus trabajos más recientes. Los coros están a cargo de Grace Coceri y vale la pena destacar un distorsionado solo de guitarra pegado casi como fondo.

Spinetta pensaba que «Ven vení» era un tema "demasiado intelectual" para ser corte de difusión y que quizás «Ave seca» podría haber sido "más digerible.
La revista Billbord destacó «Ven vení» y «Perdido en tí», como los dos temas más destacados del álbum, y señaló que el álbum significaba una vuelta a la fusión con el jazz que había sido la característica de Spinetta Jade, uno de cuyos tecladistas, Claudio Cardone participación decisiva en el disco.

## Otras versiones
Existe una versión de Gaby Compte, con Claudio Cardone.